# Purisme italien
Pour les articles homonymes, voir purisme.

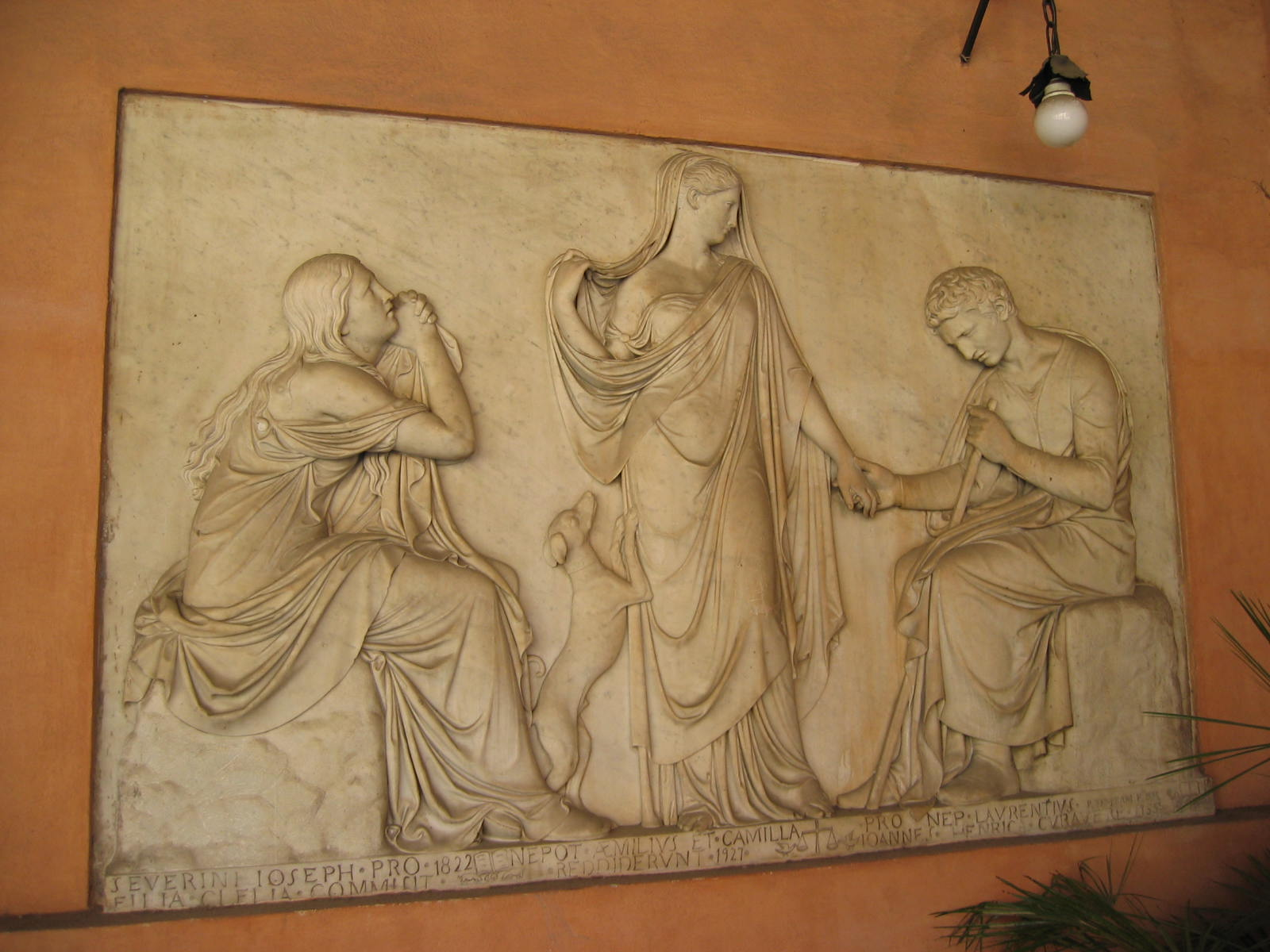
Bas-relief de Pietro Tenerani.

Le purisme italien (Purismo) est un mouvement pictural né dans le sillage du mouvement nazaréen allemand. Le terme a été créé vers 1833 par Antonio Bianchini, helléniste et latiniste, pour désigner ces peintres qui, depuis environ une décennie, essayaient d'imiter les primitifs italiens, depuis Cimabue jusqu'au premier Raphaël, à l'imitation de ce qui se produisait dans le domaine littéraire, où l'on revenait à des formes linguistiques inspirées elles aussi du Trecento toscan.

## Historique
En 1842 fut publié le manifeste officiel du mouvement : Du purisme dans les arts, rédigé par Antonio Bianchini et signé du peintre Tommaso Minardi, du sculpteur romain Pietro Tenerani, et du nazaréen Johann Friedrich Overbeck.
L'interprète principal du mouvement à Rome fut Tommaso Minardi, dont Bianchini deviendra l'élève en se consacrant à la peinture ; dès 1834, dans une leçon à l'Académie Pontificale des Beaux-Arts de San Luca, il reprenait les termes du débat et posait comme point de départ qu'il fallait rejeter la peinture de Raphaël que les puristes refusaient, parce que précisément ils voyaient dans ces œuvres les germes des conventions abstraites du néoclassicisme. Les puristes entendaient remplacer l'imitation des classiques, synonyme pour eux de mensonge, en montrant simplement, de façon claire et appropriée, les choses représentées. Ils étaient influencés aussi par les œuvres d'Ingres et de Lorenzo Bartolini.
À côté des signataires déjà cités du Manifeste, Tenerani et Minardi, l'unique personnalité ayant quelque relief était Luigi Mussini, qui travaillait en Toscane et qui en 1841, avec La Musica Sacra (La Musique Sacrée) (Galerie d'Art moderne, Florence), avait joint la référence à la peinture ombrée du Quattrocento, d'où était né le mouvement nazaréen, à la leçon formelle prise chez Ingres. À ce mouvement il faut rattacher les élèves de Minardi : Antonio Ciseri et Constantino Brumidi et les élèves de Mussini : Alessandro Franchi, Amos Cassioli et Cesare Maccari.
Avec la première Exposition italienne de 1861, qui se déroula à Florence, la vogue du purisme commença à décliner, supplantée par les nouveaux styles des macchiaioli et des nouveaux véristes poétiques.

## Le purisme dans les régions italiennes
En Ligurie ce courant fut représenté principalement par Maurizio Dufour. On peut rapprocher de lui d'autres artistes comme Luigia Mussini-Piaggio. La principale réalisation à Gênes dans ce domaine est l'église de l'Immacolata.

## Source
- (it) Cet article est partiellement ou en totalité issu de l’article de Wikipédia en italien intitulé « Purismo (pittura) » (voir la liste des auteurs).